# 大衛·柯能堡
大衛·柯能堡，OC，FRSC（英語：David Cronenberg，1943年3月15日—），加拿大導演，有時也擔任演員。大衛·柯能堡是肉體恐怖類型電影的代表導演，大衛·柯能堡在早期職業生涯中大多探討恐怖和科幻小說主題。他被一些影評認為是「英語世界中最大膽、具有挑戰力的導演」。

## 生平
大衛·柯能堡出生在加拿大多倫多，是音樂家以斯帖·柯能堡和作家米爾頓·柯能堡的兒子。他在中產猶太家庭中成長。他在哈勃德學院機構就讀高中。大衛·柯能堡對科學產生濃厚興趣，特別是植物學和鱗翅目昆蟲，他於1963年進入多倫多大學，但是在第一年轉入英語文學。大衛·柯能堡的同學拍攝電影《Winter Kept Us Warm》（1966），引發他對電影的興趣。他開始學習藝術電影製作。受到紐約地下電影場景的啟發，他與伊恩·尤因和伊万·瑞特曼創辦多倫多電影社。在歐洲旅行一年後，他在1967年回到加拿大，畢業於多倫多大學。

### 職業生涯
大衛·柯能堡在完成四部短片後，開始與伊万·雷特曼合作。1970年代，加拿大政府為他的電影提供資金。他製作一些肉體恐怖電影，如《淫魔刦》。《狂犬病》由色情女星瑪麗蓮·錢伯斯主演。在1970年代，大衛·柯能堡早期電影激怒了評論家，引起爭議，對於觀眾來說這些電影驚世駭俗，他們以前從未見過這種恐怖片。
大衛·柯能堡受到威廉·柏洛茲和弗拉基米爾·納博科夫的影響。威廉·柏洛茲最有爭議的著作《裸體午餐》（Naked Lunch）是橫跨大衛·柯能堡作品的最好寫照，顯示出個人心理混亂和困惑之間的界限。這本書被認為是「無法影像化」，大衛·柯能堡承認翻拍成電影將耗資1億美元，而且在世界上每一個國家被禁止上映。相反，就像在他早期的電影《錄影帶謀殺案》，他的電影主題始終在幻想與現實之間模糊不清。
大衛·柯能堡曾表示，他的電影應該「從病態的角度來觀賞」。在《超速性追緝》（1996年）中，車禍受傷的人們精神崩潰，試圖將自己的苦難視為磨練，而不是具有破壞性的事件。2005年，大衛·柯能堡說他很不高興保羅·哈吉斯選擇了相同的電影名稱（《衝擊效應》），感覺這種行為是“愚蠢”與“非常不尊重人”。
除了《死亡禁地》（1983）和《變蠅人》外，大衛·柯能堡未執導任何大製作的好萊塢電影。《暴力效應》（2005年）是他預算最高的電影之一。他表示決定執導該電影是受到低預算電影《童魘》的影響，《暴力效應》也是迄今他最受好評的電影之一，《黑幕謎情》（2007年）則是關於俄羅斯黑手黨的鬥爭故事。
在執導《夺命怪胎》（The Brood）後，大衛·柯能堡在他所有的電影與作曲家霍華德·肖合作，除了《死亡禁地》（1983）由邁克爾·卡門配樂。其他合作者包括演員羅伯特·西爾弗曼、藝術總監卡羅爾·斯皮爾、聲音編輯布萊恩·戴，電影剪輯師羅納德·桑德斯、服裝設計師丹尼絲·柯能堡、攝影師馬克·歐文（1979年至1988年）。
自1988年《雙生兄弟》（Dead Ringers）以來，大衛·柯能堡與攝影師彼得·苏哲斯基合作。彼得·苏哲斯基是《星際大戰五部曲：帝國大反擊》攝影導演，大衛·柯能堡表示，彼得·苏哲斯基在該電影中表現出色。
大衛·柯能堡與眾多好萊塢明星合作過。大衛·柯能堡是一個堅定的加拿大電影製片人，幾乎所有他的電影都在家鄉安大略省拍攝。值得注意的例外包括《蝴蝶君》（M. Butterfly），其中在中國拍攝，《巨塔殺機》、《童魘》主要在英國拍攝，《危險方法》（A Dangerous Method）於德國和奧地利拍攝。他的大部分電影都至少部分由加拿大電視出資，大衛·柯能堡是政府投資電影的支持者，認為「為了在面對好萊塢挑戰，每個國家都需要政府補助電影工業。」
大衛·柯能堡也在其他電影中擔任演員，大部分角色都是客串亮相。
2008年，大衛·柯能堡完成兩個電影外的計畫：羅馬電影節展覽和《變蠅人》歌劇（於洛杉磯和巴黎沙特萊劇院公演）。2010年7月，大衛·柯能堡完成電影《危險方法》，改編自克里斯托弗·漢普頓的戲劇《傾訴療法》，由綺拉·奈特莉，麥可·法斯賓德以及頻繁的合作者維果·莫特森主演。這部電影是由英國獨立製片人傑里米·托馬斯製作。
2012年，他的電影《夢遊大都會》競逐2012年坎城影展金棕櫚獎。
《巨塔殺機》製片人保羅·韋伯斯特告訴《國際銀幕雜誌》，《巨塔殺機》續集將由史蒂芬·奈特和維果·莫特森主演，電影將於2013年初拍攝。然而，在2012年8月16日的採訪中，大衛·柯能堡評論說，《巨塔殺機》續集的財務狀況不佳。
大衛·柯能堡的下一部電影《Maps to the Stars》，由茱麗安·摩爾、約翰·庫薩克和羅伯特·帕丁森主演，於2013年7月8日在安大略省多倫多和加利福尼亞州洛杉磯開拍。這將是大衛·柯能堡第一次於美國拍攝電影。

## 私生活
1972年，他與瑪格麗特·欣德森結婚：然後因為個性和職業差異在1979年結束這段婚姻。他們有一個女兒卡桑德拉·柯能堡。現在，他的妻子是 Carolyn Zeifman，他們育有兩個孩子凱特琳和布蘭登。大衛·柯能堡在1992年透露，《奪命怪胎》（The Brood）的靈感來自於第一次婚姻解體，造成大衛·柯能堡與女兒卡珊德拉雙方產生巨大動盪。
大衛·柯能堡形容自己是一個無神論者，他在2013年9月接受採訪時進一步解釋說：每當我想像自己加入任何特定的宗教中時，我感到幽閉恐懼症和壓迫感。我認為無神論就是接受真實。
大衛·柯能堡在這次採訪中透露，電影導演馬丁·史柯西斯向他承認，他是對大衛·柯能堡早期作品很感興趣，但隨後被大衛·柯能堡本人嚇壞了。大衛·柯能堡回應說：「你是《計程車司機》的製造人，但你卻害怕和我見面？」

## 榮譽
大衛·柯能堡經常出現在各種“最偉大導演”名單。2004年，科幻雜誌《奇怪地平線》選他為歷史第二偉大的導演，位居其他更著名的導演之前，例如史蒂芬·史匹柏，詹姆斯·卡梅隆，尚盧·高達和雷利·史考特。同一年，大衛·柯能堡被《衛報》選為“世界上最優秀的40位導演”。在2007年，《Total Film》選他為歷史上第17偉大的電影導演。
大衛·柯能堡在1996年第49屆坎城影展獲得評審團特別獎。1999年，大衛·柯能堡進入加拿大名人之道，並獲得第49屆柏林影展銀熊獎。
2002年，大衛·柯能堡獲得加拿大勳章。在2006年，大衛·柯能堡被授予坎城影展金馬車獎。同樣在2006年，大衛·柯能堡成為加拿大皇家學會資深會員。2009年，大衛·柯能堡獲得法國政府榮譽軍團勳章。在2012年，大衛·柯能堡獲得英國女王伊麗莎白二世登基鑽禧紀念勳章。

## 導演作品
| 年份 | 中文片名     | 原文片名              | 導演 | 劇本 | 監製 | 註解                                                |
| ---- | ------------ | --------------------- | ---- | ---- | ---- | --------------------------------------------------- |
| 1969 | 立體         | Stereo                | 是   | 是   | 是   | 身兼攝影剪輯                                        |
| 1970 | 犯罪檔案     | Crimes of the Future  | 是   | 是   | 是   | 身兼攝影剪輯                                        |
| 1975 | 淫魔刦       | Shivers               | 是   | 是   | 否   |                                                     |
| 1977 | 狂犬病       | Rabid                 | 是   | 是   | 否   |                                                     |
| 1979 | 急速團伙     | Fast Company          | 是   | 是   | 否   |                                                     |
| 1979 | 靈嬰         | The Brood             | 是   | 是   | 否   |                                                     |
| 1981 | 掃描者大對決 | Scanners              | 是   | 是   | 否   |                                                     |
| 1983 | 錄影帶謀殺案 | Videodrome            | 是   | 是   | 否   |                                                     |
| 1983 | 死亡禁地     | The Dead Zone         | 是   | 否   | 否   | 提名土星獎最佳導演                                  |
| 1986 | 變蠅人       | The Fly               | 是   | 是   | 否   | 提名土星獎最佳導演                                  |
| 1988 | 雙生兄弟     | Dead Ringers          | 是   | 是   | 是   | 提名土星獎最佳導演；榮獲金馬獎最佳外片導演          |
| 1991 | 裸體午餐     | Naked Lunch           | 是   | 是   | 否   |                                                     |
| 1993 | 蝴蝶君       | M. Butterfly          | 是   | 否   | 否   |                                                     |
| 1996 | 超速性追緝   | Crash                 | 是   | 是   | 是   | 榮獲坎城影展評審團獎                                |
| 1999 | 感官遊戲     | eXistenZ              | 是   | 是   | 是   | 榮獲柏林影展最佳特別藝術成就獎                      |
| 2002 | 童魘         | Spider                | 是   | 否   | 是   | 入圍第55屆坎城影展主競賽單元                        |
| 2005 | 暴力效應     | A History of Violence | 是   | 否   | 否   | 入圍第58屆坎城影展主競賽單元；提名凱撒獎最佳外語片  |
| 2007 | 黑幕謎情     | Eastern Promises      | 是   | 否   | 否   | 提名英國電影學院獎最佳英國影片 提名凱撒獎最佳外語片 |
| 2011 | 危險療程     | A Dangerous Method    | 是   | 否   | 否   | 入圍第68屆威尼斯影展主競賽單元                      |
| 2012 | 夢遊大都會   | Cosmopolis            | 是   | 是   | 是   | 入圍第65屆坎城影展主競賽單元                        |
| 2014 | 寂寞星圖     | Maps to the Stars     | 是   | 否   | 否   | 入圍第67屆坎城影展主競賽單元                        |
| 2022 | 未來罪行     | Crimes of the Future  | 是   | 是   | 否   | 入圍第75屆坎城影展主競賽單元                        |
| 2024 | 裹屍布       | The Shrounds          | 是   | 是   | 否   | 入圍第77屆坎城影展主競賽單元                        |

## 演出作品
- 1986年：《變蠅人》（The Fly）
- 1990年：《夜行駭傳》（Night Breed）
- 1995年：《不惜一切》（客串，To Die For）
- 1999年：《暗夜追殺令》（Resurrection）
- 2001年：《星際公敵》（Jason X）

## 外部連結
- 大衛·柯能堡在互联网电影资料库（IMDb）上的資料（英文）
- 大衛·柯能堡在豆瓣上的资料（简体中文）
- David Cronenberg （页面存档备份，存于） Rotten Tomatoes
- The Literary Adaptations of David Cronenberg （页面存档备份，存于）
- David Cronenberg Bibliography （页面存档备份，存于）
- David Cronenberg Profile The New York Times Magazine